# Falköpings pastorat
Falköpings pastorat är ett pastorat i Falköpings och Hökensås kontrakt (före 2017 Falköpings kontrakt) i Skara stift i Svenska kyrkan.
Pastoratet ombildades 2010 och består därefter av följande församlingar:
- Falköpings församling
- Mössebergs församling
- Slöta-Karleby församling
- Yllestads församling
- Åslebygdens församling

Dess pastoratskod är 030501.